# Dénes
Dénes est un prénom hongrois masculin.

## Équivalents
- Dionysios, Denys, Denis

## Personnalités portant ce prénom
- Dénes Kőnig (1884–1944), mathématicien hongrois
- Dénes Berinkey (1871–1948), politicien hongrois, ancien Premier ministre de la République démocratique hongroise
- Dénes Szécsi (1400–1465), cardinal hongrois du XVe siècle

## Patronyme
- Vera Dénes (1915–1970), violoncelliste hongroise, membre du quatuor Tátrai et professeur